# Operation Branding Iron

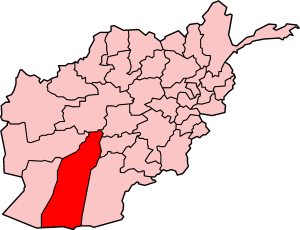
Helmand-Provinz in Afghanistan

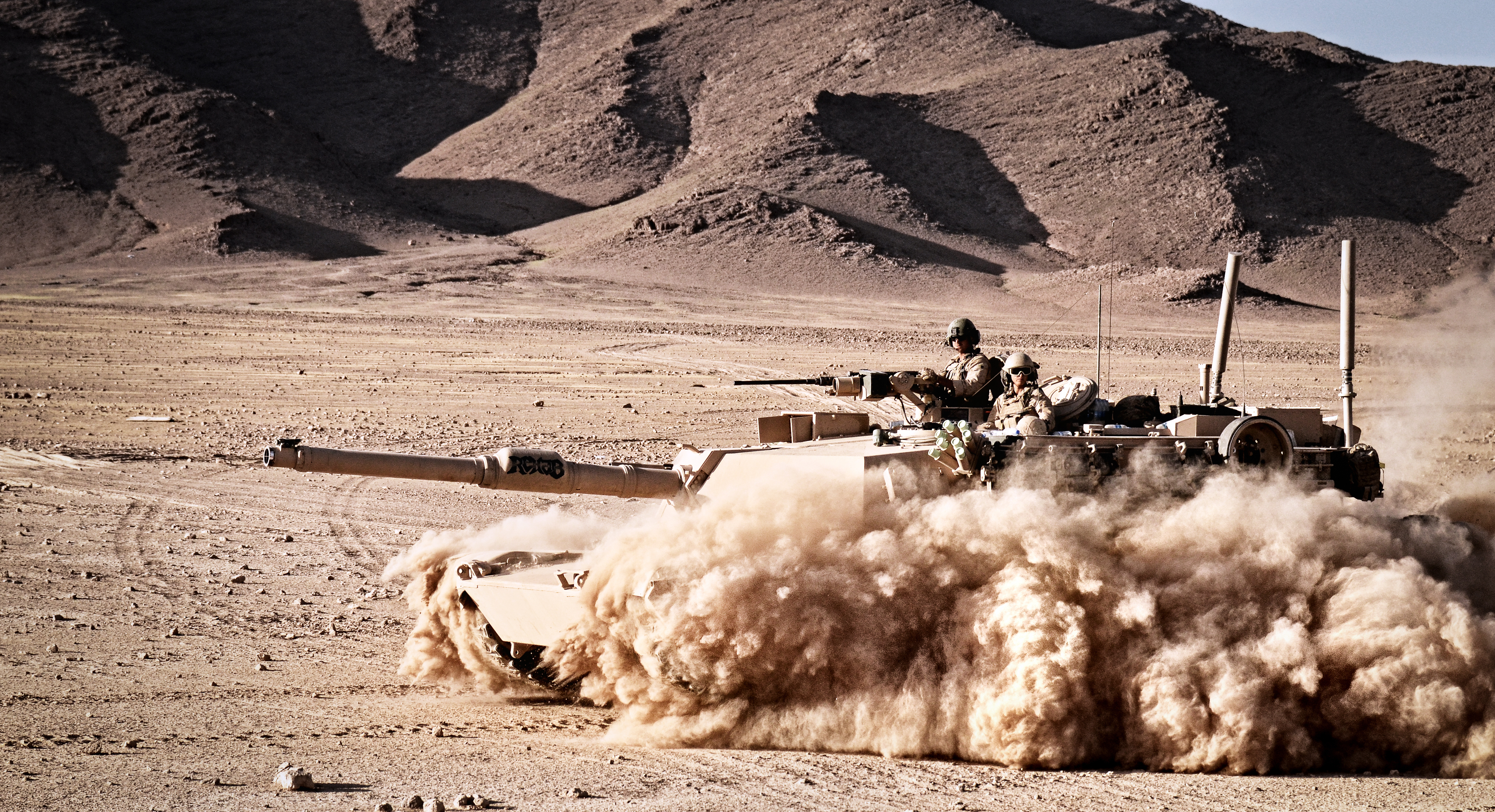
M1A1 Abrams der ALPHA-Kompanie in der Nähe des Kajaki-Damms

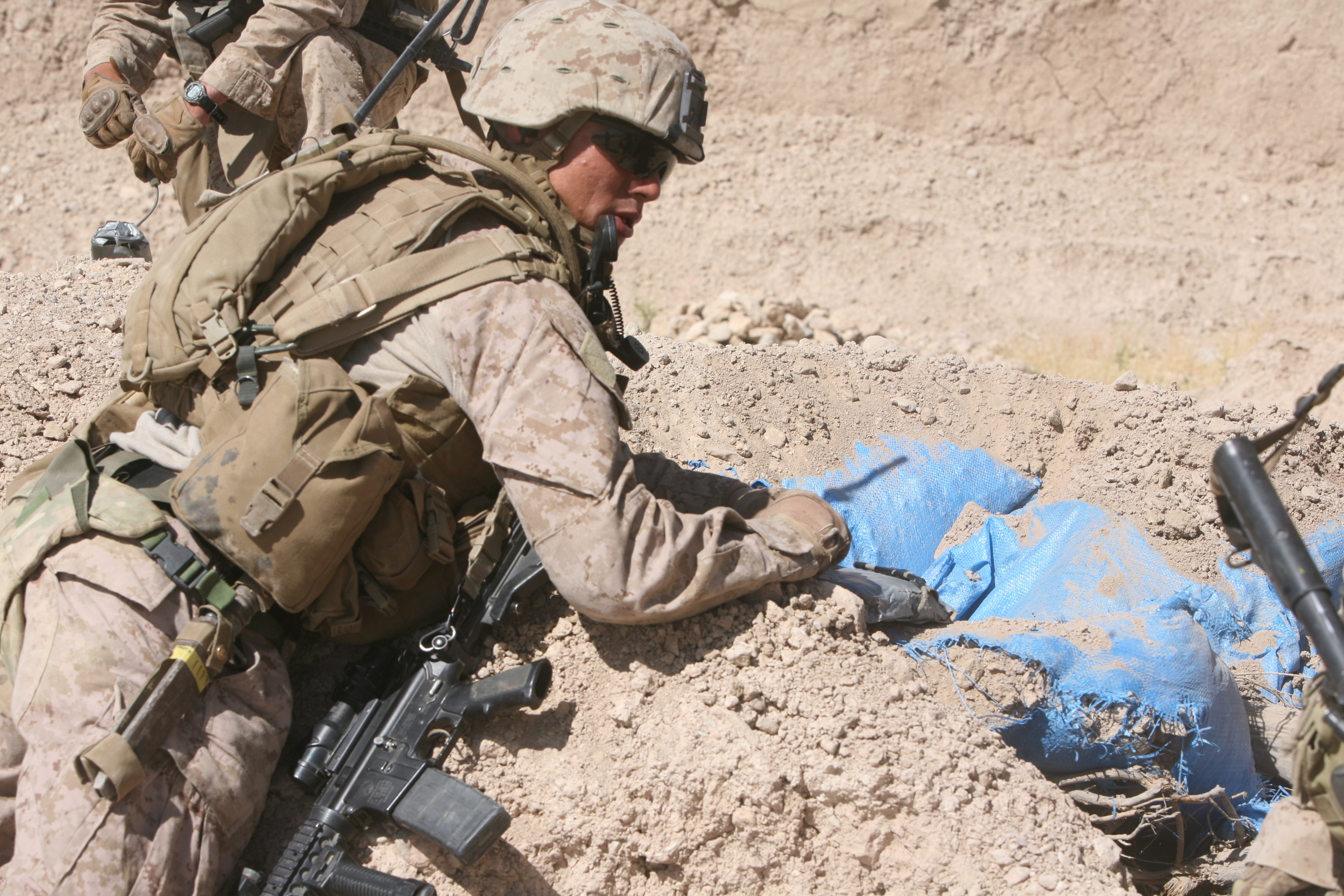
Aufspüren von Sprengfallen in der Umgebung von Zamindawar

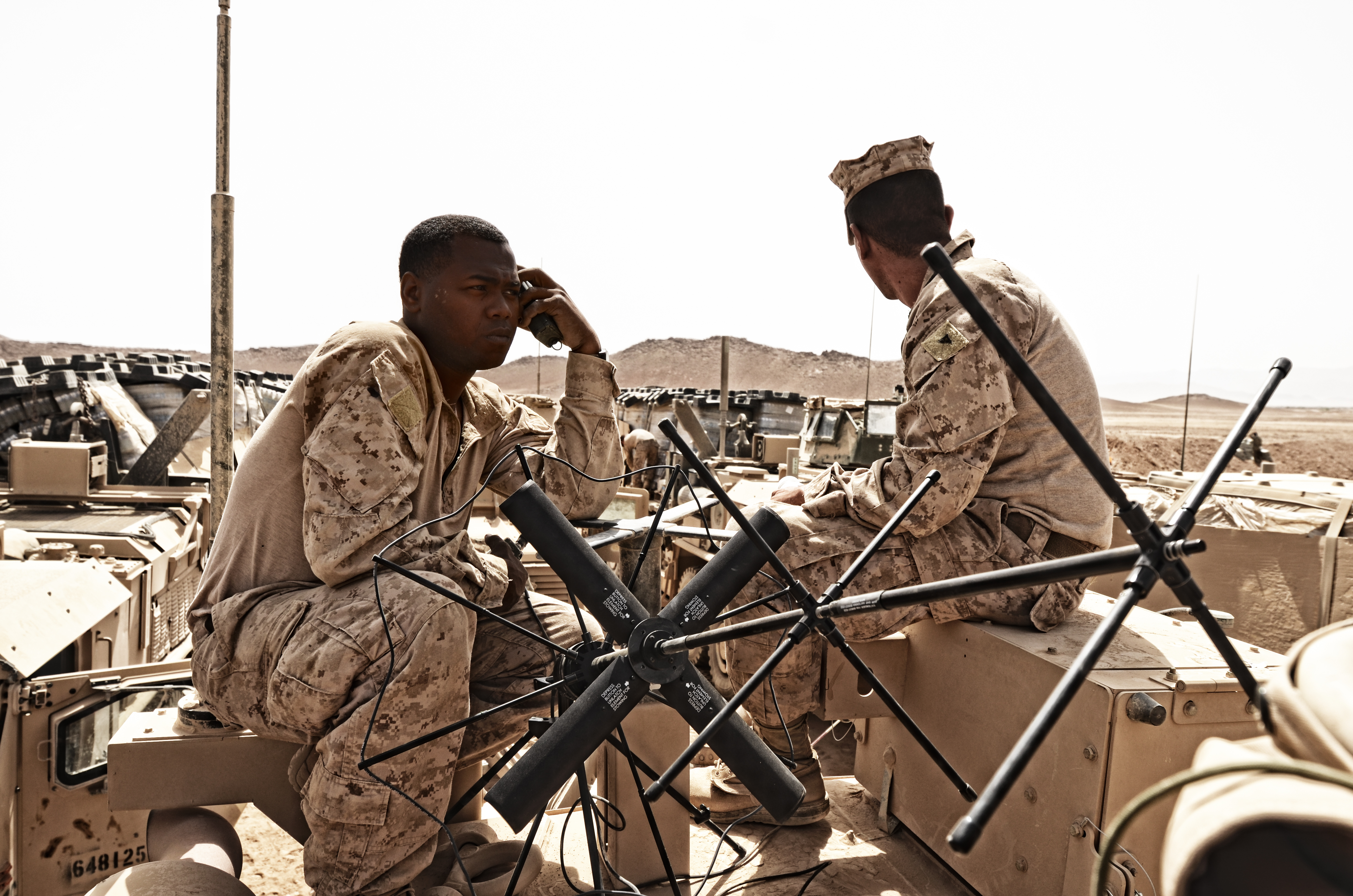
Fernmelder des USMC während der Operation Branding Iron

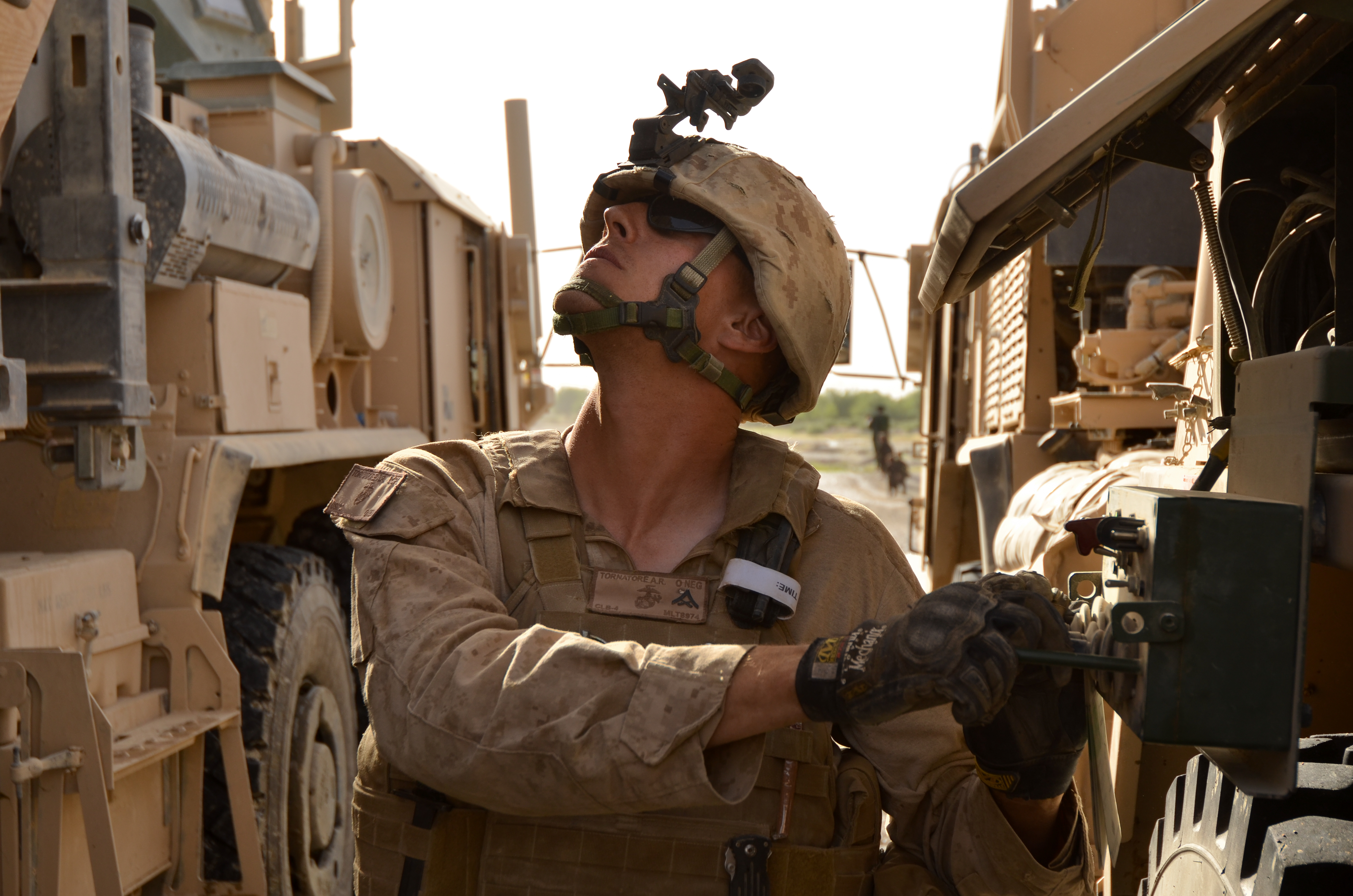
USMC-Soldat während der Operation Branding Iron

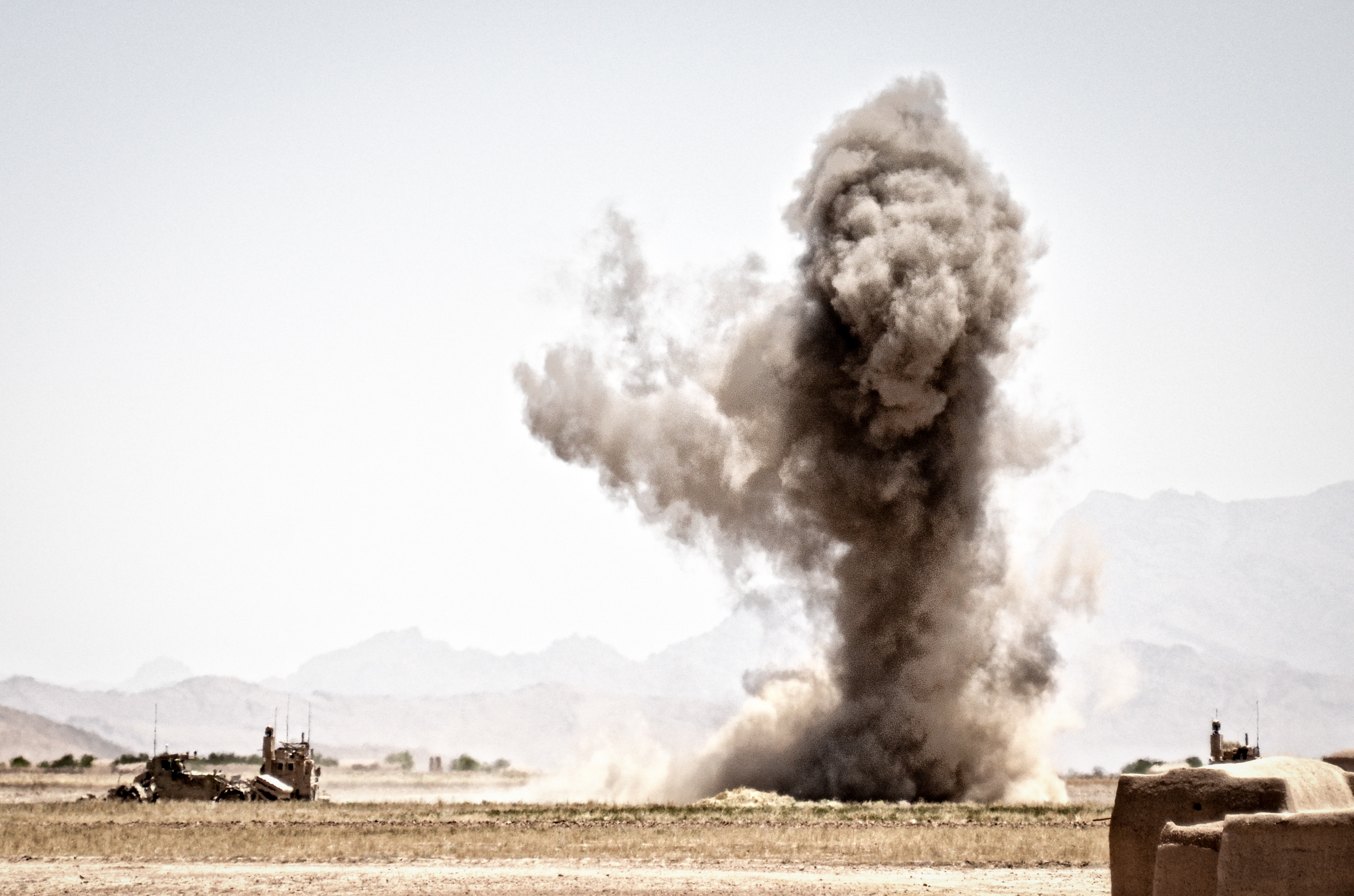
Sprengung einer IED während der Operation Branding Iron

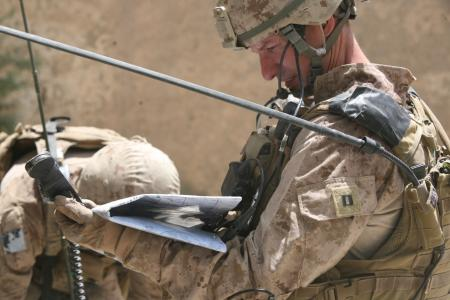
Captain Ben Middendorf prüft die eigenen Positionen

Operation Branding Iron (zu dt. Brandeisen) war eine Operation, die 2012 vom 2nd Battalion, 5th Marines in der Helmand-Provinz in Afghanistan durchgeführt wurde.

## Operative Bedeutung
Die besondere operative Bedeutung der Zamindarwar-Region besteht darin, dass sich hier unter anderem Afghanistans größtes Schlafmohnanbaugebiet für die Opiumgewinnung befindet. Außerdem ist die Kajakai-Talsperre für die Trinkwasserversorgung und Bewässerung der landwirtschaftlichen Kulturen von Entscheidung. 2007 wurde versucht, die bedeutende Stadt Sangin (wichtigster Opiumumschlagsplatz der Region) unter Kontrolle zu bekommen und im Dezember 2007 wurde um die Ortschaft Musa Qala gekämpft.
Auch der Kajaki-Damm war mehrfach Ziel verschiedener Offensiven. Die NATO-Gegenoffensive auf das Taliban-Territorium führte zu den Operationen Achilles, Lastay Kulang, Hammer und Sledgehammer Hit (alle 2007). Im Jahr 2008 eskalierte die Lage und US-Marines mussten in Garmsir und Nord-Helmand verstärken. Es folgten die Operation Eagle’s Eye, Red Dagger, Blue Sword und die Frühjahrsoffensive der Taliban. 2009 eröffnete die Koalition ihrerseits eine Frühjahrsoffensive, die in Operationen Panther’s Claw, Khanjar und der 
Schlacht um Dahaneh gipfelte. Die Großoperation Muschtarak 2010, an der 15.000 US-amerikanische, afghanische and britische Truppen teilnahmen. gehörte bereits zu einem neuen Kriegsmodell.

## Operation
Die Operation Branding Iron wurde vom 27. Mai bis 11. Juni 2012 in der afghanischen Helmand-Provinz durchgeführt. Ziel der Operation war es, eine der größten Hochburgen der Taliban im unruhigen und entlegenen Kajaki-Distrikt aufzuspüren und zu vernichten. Dabei sollten mithilfe einer USMC-Kampfgruppe in erster Linie Führungsstrukturen, Befehlsposten, Opiumverarbeitungsstätten, Rückzugsorte (Safe-Haven) und Nachschubsknotenpunkte lokalisiert und zerschlagen werden. Das Geschehen konzentrierte sich dabei auf kleinere Ortschaften mit Schwerpunkt um Musa Quala bei Zamindawar, einer historischen Region rechts des Helmandflusses und nordwestlich von Kandahar. Musa Quala gilt wegen seiner starken Kontrolle durch die Taliban als eine der gefährlichsten Orte Afghanistan. Hier konzentriert sich eine hohe Anzahl von Mohnfeldern, aus denen Opium mit dessen Verkaufserlösen Waffen beschafft werden. Die Gegend wird vollständig von Warlords beherrscht, welche die vergangenen Jahre dazu benutzt haben, um ihre Verteidigungsbastionen auszubauen. 
Die Operation Branding Iron war nur eine einer langen Reihe von Kampagnen und militärischen Operationen in der Helmand-Provinz, die zuvor von britischen Streitkräften und ISAF-Truppen durchgeführt wurden. Seit dem Frühling 2009, waren dort 11.000 US-Marines im Einsatz. Da die Operation Branding Iron in einer entlegenen Gegend durchgeführt wurde, kam es mehrfach zu logistischen Problemen bei der Versorgung der Kampftruppen.

## Verteidigungsanlagen der Taliban
Die Taliban haben die ländlichen Lehmbauten für ihre Zwecke des „Häuserkampfes“ umgebaut und mit einer Vielzahl von Sprengfallen (IED) gegen eine schnelle Einnahme und Besetzung versehen. Aus den sogenannten „Murder Holes“ können Schüsse abgegeben werden, die nur sehr schwer lokalisiert werden können. Für schnelles Verschieben und Beziehen von Wechselstellungen nutzen die Taliban ihr teilweise unterirdisches Netz aus Bewässerungskanälen.

## Durchführung
Zu den taktischen Einsatzgrundsätzen der US-Marines gehört es, maximale Feuerkraft bei Bedarf und mit hoher Geschwindigkeit auf einen Punkt konzentrieren zu können. Für diese Kampfweise sind die Einheiten des USMC als selbstständige Verbände (assault force) organisiert, die in der Regel unabhängig von weiteren Kampfunterstützungstruppen ihren Auftrag erfüllen können. Das Vorgehen der abgesessenen Infanteriekräfte wird von Kampfpanzern überwacht. Dabei dient die Entfernungsmessung und die hohe Auflösung der Optiken des M1 Abrams der Bekämpfung weit entfernterer Ziele. Bell-AH-1-Cobra-Kampfhubschrauber bieten darüber hinaus die Option, feindliche Ziele direkt aus der Luft anzugreifen. Bei Tageslicht gab es weitere CAS-Luftunterstützung durch F-18- und F-16-Kampfflugzeuge und Predator-Aufklärungsdrohnen. So gehörte es zur Vorgehensweise der US-Marines, keine Eingänge zu benutzen, an denen möglicherweise Sprengfallen angebracht waren, sondern sich mit Pionierladungen Löcher durch die Lehmwände zu sprengen. Die Bauern erhielten dafür eine finanzielle Entschädigung.
Captain Middendorfs Bestreben war es, stets die Initiative in der eigenen Hand zu behalten und den Gegner aus seiner „Komfortzone“ herauszulocken. Während der gesamten Operation Branding Iron war es ein großes Problem, feindliche Taliban eindeutig zu lokalisieren und sicher von der Zivilbevölkerung zu trennen. Während ihrer Mission gerieten verschiedene Züge der Golf-Kompanie unter Capt. Middendorf mehrfach in einen Hinterhalt der Taliban und konnte nur durch Luftunterstützung wieder befreit werden.
Das 2nd Bn./5th Marines führte mit der insgesamt 3-wöchigen Operation Branding Iron am Ende einen schweren Schlag gegen die Führungs- und Versorgungsstruktur der Taliban aus und zerstörte dabei mehrere Opiumverarbeitungsstätten.

## 2nd Battalion, 5th Marines
Folgende Tatsachen zeichnet das 2nd Battalion, 5th Marines aus:
- Das 2nd Battalion 5th Marines ist die am höchsten ausgezeichnete Kampfeinheit des US Marine Corps
- Der Verband wurde 1914 aufgestellt, kämpfte in beiden Weltkriegen, im Koreakrieg, zu ihren bekanntesten Schlachten gehörten Belleau Wood 1918 und 1968 die Häuserkämpfe bei der Belagerung von Huế. Im Film Full Metal Jacket wurde diese Einheit bei ihren Kämpfen um Huế porträtiert
- Das Bataillons-Motto „Retreat Hell“ entstammt einem berühmten Ausspruch von Kompaniechef Lloyd Williams bei den Kämpfen in Frankreich während des Ersten Weltkriegs. „Retreat? Hell, we just got here!“
- Das Hauptquartier befindet sich in Camp Pendleton, Kalifornien
- Die Mannstärke des Bataillons beträgt ca. 1.000
- Das Bataillon wurde Ende Februar 2012 nach Afghanistan verlegt, um als Teil des Regimental Combat Team 6 (RCT 6) die Operation Enduring Freedom zu unterstützen
- Das 2nd Battalion 5th Marines kooperierte mit den Afghan National Security Forces (ANSF) im Auftrag, Aufständische (insurgents) zu bekämpfen und die Region nach Befriedung an die ANSF zu übergeben
- Das 2nd Battalion 5th Marines konzentrierte sich beim Einsatz auf den Widerstandsgürtel der Region Keshmesh Khan, nördlich des Kajaki-Damms
- Während der gesamten Operation fielen drei Marines: Sgt Wade Wilson († 11. Mai 2012 b. Gefechtshandlungen[3]), Marine Cpl Anthony Servin († 8. Juni 2012 b. Gefechtshandlungen[4]) und Lance Cpl Joshua Witman[5]

## Dokumentation auf dem National Geographic Channel
Die Operation Branding Iron wurde der Öffentlichkeit durch die Dokumentation des National Geographic Channel bekannt. Reporter dieses Kanals begleiteten die Kampftruppen der Golf-Kompanie als „imbedded“ Journalisten auf ihrem siebzehntägigen Einsatz in der Helmand-Provinz. Andere USMC-Einheiten wurden bei ihrem Abzug aus Afghanistan gefilmt. Der Dokumentarfilm trägt den Titel „Battleground Afghanistan“ und besteht aus fünf Episoden einer Dokumentation über die Kampfhandlungen der Golf Kompanie, 2nd Battalion, 5th Marines in chronologischer Abfolge. Die fünf Episoden dokumentieren Vorbereitung und Durchführung der Operation. Dabei liegt der Fokus auf der Perspektive der drei Zugführer der Kompanie und auf Interviews mit dem Kompaniechef, Captain Ben Middendorf. Gezeigt wird das Leben im Felde, die Anspannung der Soldaten während der Feuerkämpfe, ihre nächtlichen Patrouillen auf bestimmten Schleichpfaden, um die Gefahr durch IEDs zu minimieren, die Belastungen durch die Umwelt bei Temperaturen bis zu +45 °C im Schatten, die Gefahr der Dehydrierung bei körperlicher Anstrengung, erschwert durch das Tragen von schwerer Ausrüstung und Munition, einer Fliegenplage und vieles mehr. Weiterhin wird das Leben im „Camp Leatherneck“ und die Heimkehr in die USA beleuchtet. Im gleichen Jahr wurde Captain Middendorf mit der LtCol-William-G.-Leftwich-Medaille für außergewöhnliches Führungsverhalten (Outstanding Leadership for his actions) ausgezeichnet. Damit wurde Middendorf als bester Hauptmann einer USMC-Kompanie im Infanteriegefecht belobigt. Während ihres siebzehntägigen Einsatz und der letzten Kurzmission kurz vor Abflug aus Afghanistan verlor die Golf-Kompanie nicht einen einzigen Marine. Seit dem Jahr 2014 ist die vollständige Dokumentation auf Netflix erhältlich.